# Bishorn
El Bishorn  és una muntanya de 4.153 metres que es troba a la regió de Valais a Suïssa.